# Fred Bargain
Pour les articles homonymes, voir Bargain (homonymie).
Ne doit pas être confondu avec Frédéric Bargain.
 (octobre 2020).
Fred Bargain est réalisateur  et compositeur français né le 7 mars 1976 à Paris. Il est co-créateur du groupe Datafolk avec Jean-Yves Leporcher. Il est fondateur de la société de production Neila.

## Biographie
Passionné de cinéma et de musique dès son plus jeune âge, Fred Bargain apprend à jouer du piano à l'âge de 9 ans et profite de la caméra de son père pour faire ses premiers courts. Plongé dans l'univers de la science-fiction à l'âge de 7 ans, il en fera son métier plus tard.
Fred Bargain débute au Les Films du Dauphin la société de production de Luc Besson. Puis réalise son premier clip Datafolk If Only : clip des clips sur M6 en 2002.
Son premier vrai court Net Keeper (film de science-fiction) obtient le premier prix pour le concours SEGA (lancement d'un jeu vidéo sur la manipulation des médias). Puis son deuxième Last Game, joué par Delphine Depardieu, reçoit un prix spécial en 2005 du Festival Der Nationen et est sélectionné au Festival International de Science Fiction de Nantes - Utopiales.
À ce jour, il a réalisé plusieurs courts-métrages, plusieurs clips dont celui de l'Algérino Ça va Aller (plus de 5 millions de vues sur Youtube), Sensualité avec Axel Tony et Sheryfa Luna.
Il réalise des publicités dont une avec André Dussollier et un concept télé avec Audrey Lamy et Jérôme Daran. Il fait aussi quelques films courts d'animations. En parallèle, il a composé avec Jean-Yves Leporcher un premier album Pop-Electro Brand New harvest, sorti en 2002 chez Universal Music France / Mercury Records.

## Filmographie

### Films

#### Courts métrages
- 1995 : Stariflest (court-métrage Science-Fiction)
- 1996 : Double Face (court-métrage)
- 2002 : Net Keeper (court-métrage Science-Fiction)
- 2004 : Last Game avec Delphine Depardieu (court-métrage Science-Fiction)
- 2013 : Je suis ta Destinée avec Alix Bénézech dans le rôle de Céline
- 2014 : Xia (court-métrage)

### Clips
- Datafolk "If Only" (2002)
- Allan K - Le Bleu et le Noir (2013) [7]
- Layanah - Le Meilleur (2013)
- Givmeall feat Saïk & Pompis - Encore & Encore
- Shereen & Feat. Nickson - Fè mwen oublié (2013)
- Tropical Family : Sheryfa Luna & Axel Tony - Sensualité (2013)
- Allan K - France ta chance (2014)
- Algérino - Ça va Aller (2014)
- Teddy - Li Alé (2015)
- MAD - SuperBoy (2015)
- MAD ft. WILLY BABY JerehJef (2015) [8]
- Tym Aukins "Ma Place" (2015)
- Tym Aukins "Schizophrène" (2015)
- Nickson & Yoan - Tout pour toi (2016)
- Nickson & Kim - Besoin de toi (2016)
- Nickson feat. Laureen Rose - Notre avenir (2016)

### Publicités
- Rush Collection (2008)
- Son-Video.com avec André Dussollier (2009)
- Au Bonheur des Hommes (2010)
- Apev "116000" (2011)
- Primagora (2012)
- Jouéclub Village (2017)

### Télévision
- 2000 : Concert de Beth Hirsch au New Morning
- 2007 : Interview Florent Richard
- 2009 : Ils recherchent l'âme sœur... avec Jérôme Daran et Audrey Lamy

### Websérie
- Pixhunters websérie.

## Autres œuvres

### Musées
- Centre d'interprétation de la Communauté de Communes à Suippes - Salle de tranchées "animation audiovisuelle" (2007)
- La Maison de Marie-Jeanne d' Alaincourt
- Espace Découverte du Musée Territoire 14-18 Rethondes[9]

## Compositeur
- 2002 : Datafolk album Brand New Harvest, Universal / Mercury
- 2007 : Rush Collection - Groupe PPR

## Distinctions

### Récompenses
- Concours SEGA : prix du jury du meilleur film pour Netkeeper (2002)
- Festival Der Nationen : prix Spécial pour Last-Game (2004)